# One Night Stand (WWE)
One Night Stand è stato un evento in pay-per-view di wrestling organizzato annualmente dalla World Wrestling Entertainment tra il 2005 e il 2008.
La prima edizione dell'evento risale al 2005 come tributo alla vecchia Extreme Championship Wrestling; nel 2009 è stato rimosso dal calendario e sostituito da Extreme Rules.

## Storia
La prima edizione di One Night Stand si svolse il 12 giugno 2005 e venne realizzata come tributo alla Extreme Championship Wrestling, il cui marchio era stato acquisito dalla World Wrestling Entertainment nel 2003; a partecipare a questa edizione furono esclusivamente i wrestler che militarono in ECW durante gli anni novanta, alcuni dei quali non erano nemmeno sotto contratto con la WWE.

## Edizioni
| Edizione        | Data           | Città        | Sede                    | Main event                                                      |
| --------------- | -------------- | ------------ | ----------------------- | --------------------------------------------------------------- |
| 2005 (Dettagli) | 12 giugno 2005 | New York     | Hammerstein Ballroom    | Bubba Ray Dudley e D-Von Dudley vs. The Sandman e Tommy Dreamer |
| 2006 (Dettagli) | 11 giugno 2006 | New York     | Hammerstein Ballroom    | John Cena vs. Rob Van Dam                                       |
| 2007 (Dettagli) | 3 giugno 2007  | Jacksonville | Veterans Memorial Arena | The Great Khali vs. John Cena                                   |
| 2008 (Dettagli) | 1º giugno 2008 | San Diego    | iPayOne Center          | Edge vs. The Undertaker                                         |